# Amphicoma carinata
Amphicoma carinata es una especie de coleóptero de la familia Glaphyridae.

## Distribución geográfica
Habita en China.